# Alberto Quirós Corradi
Alberto Quirós Corradi (Venezuela; 8 de febrero de 1931 -Caracas; 14 de enero de 2015) fue un directivo empresarial, experto petrolero y político venezolano.

## Biografía
Estudió en la Universidad del Zulia, en el Instituto Politécnico de Londres y en la estadounidense Universidad de Cornell. En esta última, obtuvo un máster en Relaciones Industriales y Laborales.
Fue director y presidente de diversas empresas como el Hotel Tamanaco, Allied Consulting de Venezuela, Tubos de Acero de Venezuela, S. A. (TAVSA), Seguros Pan American, Naftenos del Caribe, Socomienter y Shell de Venezuela. Además, también ejerció como coordinador del Grupo Shell de Centroamérica, México, Sudamérica y de El Caribe. Fue miembro de varias Juntas Directivas de empresas privadas y Asesor Gerencial de empresas venezolanas y extranjeras; sin embargo, su puesto más destacado fue como miembro de la junta directiva de la empresa estatal Petróleos de Venezuela, la más importante del país y una de las mayores del mundo. Fue nombrado presidente de dos de su empresas filiales; en el año 1976 Maraven y en 1984, Lagoven. 
Entre febrero de 1985 y diciembre de 1987 fue director del periódico El Nacional, donde también fue columnista, llegando a ganar gran fama entre sus lectores. Durante 1988 dirigió El Diario de Caracas.
En 1992, fue designado presidente de la Comisión Reestructuradora de la empresa suministradora de agua Hidrocapital y comisionado del Presidente de la República para el seguimiento del Gasto Público. Asesor (ad honorem) del Ministerio de Energía y Minas de 1996 a 1998.
Desde la ascensión al poder del presidente Hugo Chávez, ingresó en política, siendo un fuerte opositor junto con otros "expetroleros", como José Toro Hardy o Luis Giusti, llegando a dirigir la Coordinadora Democrática creada en 2002 y desaparecida dos años más tarde. Fue acusado de firmar el Acta de Constitución del Gobierno de Transición Democrática y Unidad Nacional.